# Microcoelia leptostele
Microcoelia leptostele är en orkidéart som först beskrevs av Victor Samuel Summerhayes, och fick sitt nu gällande namn av Lars Jonsson. Microcoelia leptostele ingår i släktet Microcoelia och familjen orkidéer.

## Underarter
Arten delas in i följande underarter:
- M. l. cordatilabia
- M. l. leptostele